# 谬忌
谬忌（?—?），又作繆忌、薄诱忌。西汉知名方士，亳县（治今安徽亳州市）人，他提倡泰一神信仰。
汉武帝迷信鬼神，谬忌以方术来劝说汉武帝祭祀，建议汉武帝祭祀泰一。称：“天神最尊贵的是泰一，泰一的辅佐是五帝。古代天子在春天秋天於东南郊祭祀泰一，每天一太牢，七天，为坛开八通之鬼道。”汉武帝采纳其说，下令太祝依照他的说法于长安城东南郊立祠，每天以一太牢祭祀，经常奉祠。